# Willian José
Willian José Da Silva (Porto Calvo, Alagoas, 23 de noviembre de 1991) es un futbolista hispano-brasileño que juega como delantero en el E. C. Bahia del Campeonato Brasileño de Serie A.

## Trayectoria

### Categorías inferiores
Willian se inició en las categorías inferiores del Clube de Regatas Brasil hasta que en el año 2007 pasa a formar parte de las filas inferiores del Grêmio Prudente Futebol Ltda., donde permaneció hasta alcanzar el equipo profesional en 2009.

### Grêmio Prudente F. L.
Su debut como profesional se produjo el 1 de agosto de 2009 frente al Botafogo de Futebol e Regatas saliendo en los últimos minutos del encuentro correspondiente a la vigesimosexta jornada del Campeonato Brasileño de Serie A de 2009. El jugador jugó esa temporada un total de siete partidos en los que no logró anotar ningún tanto, finalizando su equipo en la undécima posición de la tabla.
Al año siguiente el jugador anota su primer tanto como profesional en la primera jornada del campeonato liguero de 2010. El partido fue disputado el 9 de mayo frente al Avaí Futebol Clube, finalizando con derrota por 6-1 siendo Willian el autor del único tanto de su equipo. No fue hasta la segunda vuelta del torneo cuando el jugador formó parte del primer equipo con regulariadad, lo que le permitió jugar un total de diecinueve partidos en los que logró anotar seis goles y dar dos asistencias.
Su debut en competición internacional se produjo el 4 de agosto de 2010 en la eliminatoria de la segunda fase de la Copa Sudamericana 2010 en la que su equipo cayó eliminado tras no anotar ningún tanto en el 1-0 global frente al Clube Atlético Mineiro.
Su gran desempeño en la temporada llamó la atención del Deportivo Maldonado uruguayo, incorporándose a su disciplina a partir de la temporada siguiente.

### São Paulo F. C.
Bajo la disciplina del C. D. Maldonado, es cedido al São Paulo Futebol Clube, donde hubo de esperar hasta la tercera jornada del campeonato doméstico para su debut. Éste se produjo el 8 de junio de 2011 frente al Clube Atlético Mineiro. Sin embargo, en los nueve partidos que disputó esa temporada no consiguió anotar ningún tanto. Hecho que sí se produjo al año siguiente, el 22 de julio de 2011 frente al Figueirense Futebol Clube. Fue el único tanto logrado en la temporada en los diecinueve partidos de carácter nacional que disputó, mientras que en su balance en el São Paulo F. C. anotó un total de dieciséis goles en sesenta y seis partidos, por lo que fue dio por finalizada su etapa en el club de São Paulo para ser cedido al Grêmio Foot-Ball Porto Alegrense.
Tres de esos goles los anotó durante los siete partidos que disputó en la Copa Sudamericana 2012, competición en la que se proclamó campeón tras vencer por un 2-0 global al Club Atlético Tigre argentino, siendo titular en el partido de vuelta celebrado como local.

### Grêmio Foot-Ball Porto Alegrense
Con el club de Porto Alegre disputó únicamente nueve partidos correspondientes al campeonato estatal y a la Copa Libertadores 2013, debutando así en esta última. El partido de su debut se produjo en la primera fase frente a la Liga Deportiva Universitaria de Quito ecuatoriano el 23 de enero, y formó parte del equipo hasta la fase final del torneo disputando un total de tres partidos en los que no consiguió anotar. A partir de la fecha, el jugador pasó a formar parte de la disciplina del Santos Futebol Clube.
Tres goles —anotados en el correspondiente campeonato estatal brasileño— en nueve partidos fue su bagaje con el club portoalegrense.

### Santos F. C.
Su tercera cesión es en Santos, donde llega en el verano de 2013, permaneciendo solo seis meses en el club brasileño.

### Real Madrid Castilla C. F.
Durante el mercado invernal de Europa, el jugador pasó a formar parte de la plantilla del Real Madrid Castilla Club de Fútbol hasta final de temporada. El 15 de marzo de 2014, jugó su primer partido como titular en el Real Madrid Castilla, llegando a anotar su primer triplete en la Liga Adelante (Recreativo de Huelva 2-3 Castilla)
A principios de agosto de 2014 volvió a la disciplina del Maldonado al no ejercer el Real Madrid la opción de compra sobre el jugador, el propio jugador envío un escrito agradeciendo la experiencia en el Real Madrid Castilla y su debut en el Real Madrid.

### Real Zaragoza
Durante el mercado de verano europeo, el día 27 de agosto de 2014 se hace oficial la nueva cesión del delantero al Real Zaragoza, equipo de la segunda división española de fútbol. En la temporada contribuyó con diez goles para llevar al club maño a la final de la eliminatoria de ascenso a primera, que no pudieron superar.

### U. D. Las Palmas
En la temporada 2015/2016 vuelve a ser cedido por un año, esta vez a la UD Las Palmas, recién ascendido a la Primera División de España. En la primera vuelta de la liga tiene poca participación, pero poco a poco se hace con la titularidad contribuyendo con 9 goles (8 en la segunda vuelta) a la cómoda 11.ª posición de su club.

### Real Sociedad
El 31 de julio de 2016, la Real Sociedad adquiere el 70% de sus derechos por 6 millones de euros, firmando un contrato por 5 temporadas. Debutó el 20 de agosto en Anoeta frente al Real Madrid, y en la jornada 3 estrena su cuenta goleadora frente al RCD Español, poniendo el definitivo 1-1. Pese a tener varias lesiones (estuvo dos meses de baja entre febrero y abril), su rendimiento fue espectacular, y acabó como máximo goleador del equipo en la Liga con 12 tantos, y segundo en general por detrás de Juanmi Jiménez con 14. En total sumó 34 partidos en los que anotó 14 goles, siendo además el mejor goleador en remates de cabeza junto con Sergio Ramos; y clasificándose para la UEFA Europa League.
El 19 de octubre de 2017, logró su primer póker como profesional al anotar cuatro goles por la tercera fecha de la UEFA Europa League en la goleada por 0-6 al Vardar Skopje. En su segunda temporada en la Real, su nivel volvió a ser muy alto, siendo el jugador más destacado en una temporada pobre a nivel colectivo, y volviendo a finalizar como máximo anotador. Jugó 40 partidos en total, en los que anotó 20 goles, siendo 15 de ellos en Liga y los otros 5 en la Europa League, donde cayeron eliminados en dieciseisavos de final ante el Red Bull Salzburgo.
La temporada 2018-19 fue la peor en cuanto a números de Willian José en la Real, debido en parte a la mala dinámica colectiva del equipo (que acabó en mitad de la tabla) que cambió de entrenador (sustituyendo a Asier Garitano por Imanol Alguacil) y sobre todo a las continuas lesiones del brasileño al comienzo de la temporada. Aun así, consiguió finalizar la temporada con 11 goles en 31 partidos jugados, superando de esta forma los 10 goles en todas las temporadas que ha permanecido en la Real.
Comenzó la nueva temporada 2019-20 anotando 8 goles durante toda la primera vuelta del campeonato, recuperando su mejor versión y con el equipo en el plano colectivo realizando un enorme fútbol. No obstante, en el mercado de invierno, llegó una oferta procedente del Tottenham Hotspur de la Premier League que le hizo replantearse su futuro, quería marcharse y se negó a jugar el partido de Copa ante el RCD Espanyol algo que no gustó para nada ni al técnico Alguacil, ni al resto de la plantilla, ni a la afición realista. Finalmente no pudo fructificarse la operación, y el brasileño debió de continuar en el equipo realista como mínimo hasta final de temporada, aunque con el descontento de los aficionados y relegado a la suplencia por el otro delantero centro de la plantilla, el sueco Alexander Isak que estaba ofreciendo un enorme rendimiento. Poco a poco fue recuperando la confianza de su técnico y de la afición y volvió a entrar plenamente en la dinámica del grupo, regresando al gol, el 10 de marzo en una victoria ante la SD Eibar en Ipurua (1:2).

#### Cesiones
El 23 de enero de 2021 se hizo oficial su cesión al Wolverhampton Wanderers F. C. de la Premier League con una opción de compra. Esta no se hizo efectiva y en agosto fue el Real Betis Balompié quien se hizo con su cesión. Con el conjunto verdiblanco marcó diez goles en 44 partidos y al término de la temporada fue adquirido en propiedad, firmando un contrato hasta 2026.

### Experiencia en Rusia y regreso a Brasil
En julio de 2024 abandonó el Real Betis Balompié, con el que ganó una Copa del Rey, para jugar en el F. C. Spartak de Moscú. Su etapa en Rusia duró media campaña y en enero regresó a Brasil tras fichar por E. C. Bahia.

## Selección nacional
Participó en el Sudamericano Sub-20 de 2011 de Perú anotando tres goles en ocho partidos que ayudaron a su selección a proclamarse campeona del torneo. Meses después, el jugador se proclamó campeón de la Copa Mundial sub-20 de 2011 celebrado en Colombia, anotando dos goles en siete partidos, siendo estos dos logros los mayores en la carrera del jugador.
El 12 de marzo de 2018, y luego de ofrecerse incluso para jugar con la selección española, es llamado por primera vez por el seleccionador brasileño Tite para jugar con la absoluta dos amistosos preparativos de cara al Mundial de Rusia 2018.

## Estadísticas

### Clubes
Actualizado al último partido disputado el 25 de febrero de 2024.
| Club | Div.          | Temporada     | Liga (1) | Liga (1) | Liga (1) | Copas (2) | Copas (2) | Copas (2) | Internacional (3) | Internacional (3) | Internacional (3) | Total (4) | Total (4) | Total (4) | Media goleadora |
| Club | Div.          | Temporada     | Part.    | Goles    | Asist.   | Part.     | Goles     | Asist.    | Part.             | Goles             | Asist.            | Part.     | Goles     | Asist.    | Media goleadora |
| --- | ------------- | ------------- | -------- | -------- | -------- | --------- | --------- | --------- | ----------------- | ----------------- | ----------------- | --------- | --------- | --------- | --------------- |
| Grêmio Prudente · Brasil | 1.ª           | 2009          | 7        | -        | -        | -         | -         | -         | -                 | -                 | -                 | 7         | 0         | 0         | 0               |
| Grêmio Prudente · Brasil | 1.ª           | 2010          | 19       | 6        | 2        | 3         | 1         | -         | 2                 | -                 | -                 | 24        | 7         | 2         | 0.29            |
| Grêmio Prudente · Brasil | Total club    | Total club    | 26       | 6        | 2        | 3         | 1         | 0         | 2                 | 0                 | 0                 | 31        | 7         | 2         | 0.23            |
| São Paulo F. C. · Brasil | 1.ª           | 2011          | 9        | -        | -        | 13        | 1         | ?         | -                 | -                 | -                 | 22        | 1         | ?         | 0.05            |
| São Paulo F. C. · Brasil | 1.ª           | 2012          | 19       | 1        | -        | 18        | 11        | ?         | 7                 | 3                 | -                 | 44        | 15        | ?         | 0.34            |
| São Paulo F. C. · Brasil | Total club    | Total club    | 28       | 1        | 0        | 31        | 12        | ?         | 7                 | 3                 | 0                 | 66        | 16        | ?         | 0.24            |
| Grêmio · Brasil | 1.ª           | 2013          | -        | -        | -        | 6         | 3         | ?         | 3                 | -                 | -                 | 9         | 3         | ?         | 0.33            |
| Santos F. C. · Brasil | 1.ª           | 2013          | 23       | 5        | -        | 2         | -         | ?         | -                 | -                 | -                 | 25        | 5         | ?         | 0.2             |
| Real Madrid Castilla C. F. · España | 2.ª           | 2013-14       | 16       | 4        | -        | -         | -         | -         | -                 | -                 | -                 | 16        | 4         | 0         | 0.25            |
| Real Madrid C. F. · España | 1.ª           | 2013-14       | 1        | -        | -        | -         | -         | -         | -                 | -                 | -                 | 1         | 0         | 0         | 0               |
| Real Zaragoza · España | 2.ª           | 2014-15       | 37       | 10       | 5        | 1         | -         | -         | -                 | -                 | -                 | 38        | 10        | 5         | 0.26            |
| U. D. Las Palmas · España | 1.ª           | 2015-16       | 30       | 9        | 1        | 4         | 1         | -         | -                 | -                 | -                 | 34        | 10        | 1         | 0.29            |
| Real Sociedad · España | 1.ª           | 2016-17       | 28       | 12       | 4        | 6         | 2         | -         | -                 | -                 | -                 | 34        | 14        | 4         | 0.41            |
| Real Sociedad · España | 1.ª           | 2017-18       | 34       | 15       | 4        | -         | -         | -         | 6                 | 5                 | 0                 | 40        | 20        | 4         | 0.5             |
| Real Sociedad · España | 1.ª           | 2018-19       | 31       | 11       | 5        | 3         | -         | -         | -                 | -                 | -                 | 34        | 11        | 5         | 0.32            |
| Real Sociedad · España | 1.ª           | 2019-20       | 37       | 11       | 1        | 4         | -         | -         | -                 | -                 | -                 | 41        | 11        | 1         | 0.27            |
| Real Sociedad · España | 1.ª           | 2020-21       | 14       | 3        | 1        | 2         | 2         | -         | 6                 | 1                 | -                 | 22        | 6         | 1         | 0.18            |
| Real Sociedad · España | Total club    | Total club    | 144      | 52       | 15       | 14        | 4         | 0         | 12                | 6                 | 0                 | 171       | 62        | 14        | 0.36            |
| Wolverhampton Wanderers F. C. Inglaterra | 1.ª           | 2020-21       | 17       | 1        | -        | 1         | -         | -         | -                 | -                 | -                 | 18        | 1         | -         | 0.06            |
| Real Betis Balompié · España | 1.ª           | 2021-22       | 32       | 8        | 4        | 4         | 1         | 0         | 8                 | 1                 | 0                 | 44        | 10        | 4         | 0.23            |
| Real Betis Balompié · España | 1.ª           | 2022-23       | 28       | 2        | 0        | 3         | 2         | 0         | 8                 | 2                 | 0                 | 39        | 6         | 0         | 0.15            |
| Real Betis Balompié · España | 1.ª           | 2023-24       | 22       | 10       | 5        | 3         | 4         | 1         | 7                 | 0                 | 0                 | 32        | 14        | 6         | 0.28            |
| Real Betis Balompié · España | Total club    | Total club    | 82       | 20       | 7        | 10        | 7         | 1         | 23                | 3                 | 0                 | 115       | 30        | 10        | 0.22            |
| Total carrera | Total carrera | Total carrera | 403      | 103      | 24       | 73        | 28        | 1         | 47                | 12                | 0                 | 524       | 143       | 25        | 0.27            |
| (1) Incluye datos de play-off de ascenso / permanencia. (2) Copa de Brasil, Campeonatos estaduales (2009-13) / Copa del Rey (2014-20). (3) Copa Libertadores, Copa Sudamericana / UEFA Champions League (2017-18). (4) No incluye datos de partidos amistosos. |               |               |          |          |          |           |           |           |                   |                   |                   |           |           |           |                 |

### Participaciones en fases finales
A continuación se detallan las participaciones del futbolista en las diferentes fases finales de los torneos de selecciones.
| Torneo            | Categoría | Sede     | Resultado | Partidos | Goles |
| ----------------- | --------- | -------- | --------- | -------- | ----- |
| Sudamericano 2011 | Sub-20    | Perú     | Campeón   | 8        | 3     |
| Mundial 2011      | Sub-20    | Colombia | Campeón   | 7        | 2     |

### Hat-tricks
| 1 | 15 de marzo de 2014    | Nuevo Colombino, Huelva            | Recreativo Huelva - Real Madrid Castilla |  | 2 - 3  | Segunda División 2013-14       |
| 2 | 19 de octubre de 2017  | Toše Proeski Arena, Skopie         | Vardar Skopje - Real Sociedad            |  | 0 - 6  | Liga Europa de la UEFA 2013-14 |
| 3 | 1 de noviembre de 2023 | Francisco de la Hera, Almendralejo | CD Hernán Cortés - Real Betis            |  | 1 - 12 | Copa del Rey 2023-24           |

## Palmarés

### Campeonatos nacionales
| Título       | Club                | País   | Año     |
| ------------ | ------------------- | ------ | ------- |
| Copa del Rey | Real Madrid C. F.   | España | 2013-14 |
| Copa del Rey | Real Sociedad       | España | 2019-20 |
| Copa del Rey | Real Betis Balompié | España | 2021-22 |

### Campeonatos internacionales
| Título              | Club (*)        | País     | Año  |
| ------------------- | --------------- | -------- | ---- |
| Sudamericano Sub-20 | Brasil sub-20   | Perú     | 2011 |
| Mundial Sub-20      | Brasil sub-20   | Colombia | 2011 |
| Copa Sudamericana   | São Paulo F. C. | Brasil   | 2012 |

(*) Incluyendo la selección.